# A Dream for the Weaker
A Dreamer for the Weaker è il sesto album del cantautore svedese Nomy pubblicato il 8 settembre 2011. In questo album vengono ripresi varie tracce dell'artista e remixate o create in varie versioni.

## Tracce
1. A Dream for the Weaker – 3:54
2. Cocaine - U.S Edit – 3:31
3. Cocaine - Acoustic – 4:53
4. Cocaine - Reloaded – 4:02
5. Cocaine - Even more reloaded – 4:01
6. Cocaine - Original – 4:11
7. Cocaine - DJ Boriz Hardcore Remix – 3:58
8. 8 bit Hero - Radio edit – 3:40
9. You Better Die young - DJ IGOR Remix – 3:52

Durata totale: 36:02